# Tournoi des As 1992
Navigation
Paris 1991 Lyon 1993
Le Tournoi des As 1992 est la 5e édition du Tournoi des As de basket-ball. Il se déroule du 3 au 4 avril 1992 au Palais des sports Jean-Michel-Geoffroy de Dijon. Le vainqueur du tournoi est qualifié pour la coupe d'Europe FIBA 1992-1993.

## Résumé
Cette cinquième édition du tournoi a lieu juste après la fin de la saison régulière du championnat de France. Les quatre premiers de la saison régulière sont qualifiés. Pau-Orthez remporte le titre pour la deuxième fois de suite en battant de nouveau Limoges en finale.

## Participants
| Équipes qualifiées                   |
| ------------------------------------ |
| Limoges Cholet Pau-Orthez Gravelines |

## Tableau
|  | Demi-finales     | Demi-finales     |                        |    | Finale         | Finale         |
|  | Demi-finales     | Demi-finales     |                        |    | Finale         | Finale         |
|  |                  |                  |                        |    |                |                |
|  | Vendredi 3 avril | Vendredi 3 avril |                        |    | Samedi 4 avril | Samedi 4 avril |
|  | Vendredi 3 avril | Vendredi 3 avril |                        |    | Samedi 4 avril | Samedi 4 avril |
|  | Limoges          | 68               |                        |    | Samedi 4 avril | Samedi 4 avril |
|  | Limoges          | 68               |                        |    | Samedi 4 avril | Samedi 4 avril |
|  | Gravelines       | 59               |                        |    | Samedi 4 avril | Samedi 4 avril |
|  | Gravelines       | 59               | Pau-Orthez             | 83 |                |                |
|  | Vendredi 3 avril |                  | Pau-Orthez             | 83 |                |                |
|  |                  | Limoges          | 75                     |    |                |                |
|  | Cholet           | Limoges          | 75                     | 79 |                |                |
|  | Cholet           |                  |                        | 79 |                |                |
|  | Pau-Orthez       | 80               |                        |    |                |                |
|  | Pau-Orthez       | 80               | Match pour la 3e place |    |                |                |
|  |                  |                  |                        |    |                |                |
|  | Samedi 4 avril   |                  |                        |    |                |                |
|  |                  |                  |                        |    |                |                |
|  | Cholet           | 78               |                        |    |                |                |
|  | Cholet           | 78               |                        |    |                |                |
|  | Gravelines       | 71               |                        |    |                |                |
|  | Gravelines       | 71               |                        |    |                |                |